# 白云湖国家湿地公园
白云湖国家湿地公园是一个位于中国湖南省城步苗族自治县的国家湿地公园。旨在有效保护当地的湖泊湿地和溶洞群。属湖南南山国家公园的一部分。该湿地公园已发现700多种植物，其中属国家重点保护的27种，香料植物25种，药用植物80多种。